# Танагра вишневоголова
Тана́гра вишневоголова (Thlypopsis pyrrhocoma) — вид горобцеподібних птахів родини саякових (Thraupidae). Мешкає в Південній Америці.

## Таксономія

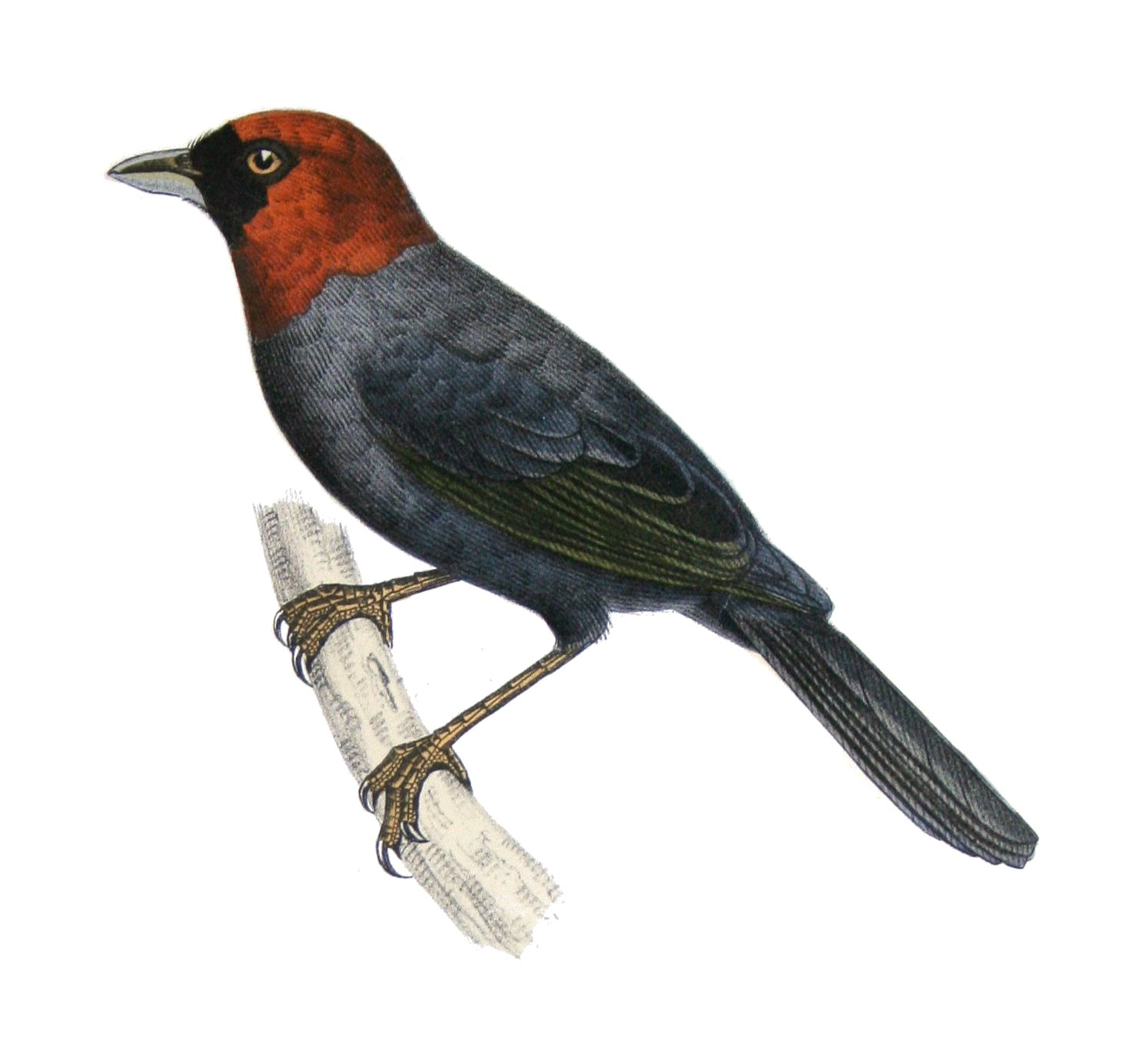
Вишневогорла танагра

Вишневогорла танагра була науково описана у 1844 році англійським натуралістом Г'ю Едвіном Стрікландом під назвою Tachyphonus ruficeps. У 1851 році німецький орнітолога Жан Луї Кабаніс перевів вишневогорлу танагру до монотипового роду Pyrrhocoma. За результатами молекулярно-генетичного дослідження, опублікованого у 2014 році, цей вид був переведений до роду Каптурник (Thlypopsis). Через те, що біномінальна назва Thlypopsis ruficeps вже належала жовтоволому каптурнику, вишневогорла танагра отримала нову видову назву pyrrhocoma, в якій науковці відобразили назву монотипового роду, до якого тривалий час відносили цей вид.

## Опис
Довжина птаха становить 14 см у самців голова й горло руді або рудувато-коричневі, лоб чорний, на обличчі чорна «маска». Решта тіла має сіре забарвлення. Забарвлення самиць переважно оливково-зелене, тім'я і скроні в них рудувато-коричневі.

## Поширення і екологія
Вишневогорлі танагри мешкають на південному сході і півдні Бразилії (від Еспіріту-Санту до півночі штату Ріу-Гранді-ду-Сул), на сході Парагваю та на північному сході Аргентини (Місьйонес). Вони живуть у нижньому ярусі вологих атлантичних лісів та на узліссях. Зустрічаються переважно на висоті до 1200 м над рівнем моря. Живляться плодами і насінням.